# كريستوف بونفين
كريستوف بونفين هو لاعب كرة قدم سويسري في مركز الوسط، ولد في 14 يوليو 1965 في سيون في سويسرا. شارك مع منتخب سويسرا لكرة القدم. أما مع النوادي، فقد لعب مع نادي سيرفيت ونادي سيون ونادي نوشاتل زاماكس.

## وصلات خارجية
- كريستوف بونفين على موقع الاتحاد الدولي (مؤرشف)  (الإنجليزية)
- كريستوف بونفين على موقع قاعدة بيانات كرة القدم.إي يو (الإنجليزية)
- كريستوف بونفين على موقع ناشيونال فوتبول تيمز (الإنجليزية)
- كريستوف بونفين على موقع عالم كرة القدم.نت (الإنجليزية)